# Cantó de Le Merlerault
El cantó de Le Merlerault és un cantó francès del departament de l'Orne, situat al districte d'Argentan. Té 12 municipis i el cap es Le Merlerault.

## Municipis
- Les Authieux-du-Puits
- Champ-Haut
- Échauffour
- La Genevraie
- Lignères
- Ménil-Froger
- Le Ménil-Vicomte
- Le Merlerault
- Nonant-le-Pin
- Planches
- Sainte-Gauburge-Sainte-Colombe
- Saint-Germain-de-Clairefeuille

## Història
| Data d'elecció                           | Identitat           | Partit                     | Qualitat |
| ---------------------------------------- | ------------------- | -------------------------- | -------- |
| 1973-1979                                | Pierre Vander Gucht | PS                         |          |
| 1945-1955                                | M. Legrand          | RPF, després divers droite |          |
| 1955-1979                                | M. Ligneul          | UNR, després divers droite |          |
| 1979-2004                                | Pierre Granlin      | Divers droite              |          |
| 2004-                                    | Philippe Bigot      | UMP                        |          |
| les dades anteriors no són pas conegudes |                     |                            |          |
|                                          |                     |                            |          |

## Demografia
| A partir de 1990: Població sense dobles comptes |